# CDC20
CDC20（cell division cycle 20）は、ヒトではCDC20遺伝子にコードされる、細胞分裂の調節に必須のタンパク質である。現在知られている最も重要な機能は後期促進複合体（APC/C）の活性化である。APC/Cは11個から13個のサブユニットからなる巨大な複合体であり、染色体分離と後期への移行を開始する。APC/CCdc20タンパク質複合体には主要な標的が2つ存在する。まず、APC/CCdc20はセキュリンを分解標的とし、最終的にコヒーシンの分解と姉妹染色分体の分離を可能にする。また、S/M期サイクリンも分解標的とし、S/M期サイクリン依存性キナーゼを不活性化して有糸分裂の終結を可能にする。CDC20と密接に関連したタンパク質であるCdh1は、細胞周期においてCDC20と相補的な役割を果たす。
CDC20は細胞周期の複数の時点で他の多くのタンパク質と相互作用し、調節タンパク質しての作用を果たしているようである。後期以前の段階での核内での移動と染色体分離という2つの微小管依存的過程に必要とされる。

## 発見
CDC20は、リーランド・ハートウェルらによる細胞周期の主要なイベントを完結することができない出芽酵母Saccharomyces cerevisiae変異体の作製を通じて、他のいくつかのCdcタンパク質と共に1970年代初頭に発見された。後期へ移行せず、そのため有糸分裂を完了できない変異体の解析からCDC20遺伝子が突き止められた。しかしながら、タンパク質の生化学的性質が明らかにされた後も、1995年にAPC/Cが発見されるまでCDC20の分子的役割は不明のままであった。

## 構造
CDC20はヘテロ三量体型Gタンパク質のβサブユニットと関連している。C末端近傍には7つのWD40リピートが含まれている。WD40リピートは約40アミノ酸の短い構造モチーフ複数によって構成され、より大きなタンパク質複合体との結合に関与していることが多い。CDC20の場合、WD40リピートは7枚のブレードからなるβプロペラ型に配置されている。ヒトのCDC20タンパク質は約499アミノ酸長であり、N末端近傍には少なくとも4つのリン酸化部位が含まれている。これらのリン酸化部位は調節的役割を果たしているが、これらの間にはC-box、KEN-box、Mad2相互作用モチーフ、Cry boxなどが位置している。KEN-boxやCry boxはAPC/CCdh1複合体による認識と分解に重要な領域となっている。

## 相互作用
CDC20は次に挙げる因子と相互作用することが示されている。
- ANAPC7（英語版）[12][13]
- BUB1B[13][14][15][16][17][18]
- CDC16（英語版）[12][13][16][19]
- CDC27（英語版）[12][13][16][19][20][21][22]
- サイクリンA1[23]
- FBXO5（英語版）[24]
- HDAC1（英語版）[25]
- HDAC2（英語版）[25]
- MAD2L1（英語版）[13][16][18][19][20][21][26][27][28][29][30][31]

一方で、CDC20にとって最も重要なのはAPC/Cとの相互作用である。APC/Cは巨大なE3ユビキチンリガーゼであり、特定のタンパク質に分解のための標識を付加することで、中期から後期への移行を開始する。APC/Cの2つの主要な標的はS/M期サイクリンとセキュリンであり、S/M期サイクリンはサイクリン依存性キナーゼ（CDK）を活性化する。CDKには有糸分裂の進行を導くために機能する多数の下流の標的が存在し、有糸分裂の終結にはこれらのサイクリンの分解が必要である。セキュリンはセパラーゼを阻害する。セパラーゼは姉妹染色分体を結び付けているコヒーシンを切断するタンパク質であり、後期が進行するためには、セパラーゼによるコヒーシンの切断が起こるよう、セキュリンを阻害することが必要となる。これらの過程は、APC/CとCDC20の双方に依存している。CDKがAPC/Cをリン酸化すると、CDC20が結合して活性化を行えるようになり、その結果CDKの不活性化とコヒーシンの切断が引き起こされる。CDC20はAPC/Cの基質に直接結合することが多く、APC/Cの活性はCDC20（やCdh1）に依存している。CDC20とCdh1は基質上に存在するKEN-boxやD-boxモチーフの受容体となっていると考えられている。一方で、通常はこれらの配列だけではユビキチン化と分解には不十分であり、CDC20がどのように基質を結合しているかに関しては未解明のことが多く残されている。

## 調節
APC/CCdc20複合体は、細胞周期の適切な時期に存在するよう、自己調節を受けている。CDC20がAPC/Cに結合するためには、APC/Cの特定のサブユニットがCDK1（や他のCDK）によってリン酸化されていなければならない。そのため、有糸分裂中にCDK活性が高い場合や、後期への移行や有糸分裂の終結に備える必要がある場合に、APC/CCdc20複合体は活性化される。APC/CCdc20複合体は活性化されると、S/M期サイクリンを分解してCDKの不活性化を促進する。CDKの不活性化はAPC/Cのリン酸化速度の低下をもたらし、それによってCDC20の結合速度を低下させる。このようにして、APC/CCdc20複合体は有糸分裂の終結までに自身を不活性化する。CDKは、G1期にはCDK阻害タンパク質の発現やサイクリン遺伝子の発現のダウンレギュレーションなど、複数の異なる機構によって阻害されている。また、サイクリンの蓄積はCdh1によっても阻害される。

## Cdh1
Cdh1は細胞周期の進行において、CDC20と相補的な役割を果たしている。APC/CCdc20が活性化されている間はCdh1はリン酸化されており、APC/Cに結合することができない。しかしながら、中期以降にS/M期サイクリン-CDK複合体がAPC/CCdc20によって不活性化されると、Cdh1は非リン酸化状態で存在し、APC/Cに結合することができるようになる。その結果、APC/Cは次のS期に再び必要となるまで、S/M期サイクリンを分解し続ける。一方でAPC/CCdh1はG1/S期サイクリンは認識しないため、G1/S期サイクリンの濃度はG1期に上昇してG1/S期CDKを活性化し、これがCdh1をリン酸化することでS/M期サイクリンに対する阻害は次第に緩和される。

## 紡錘体チェックポイント
CDC20は紡錘体チェックポイント（SAC）の一部を構成し、またSACによる調節を受けている。SACは、全ての姉妹染色分体のセントロメアが中期板（metaphase plate）上に整列し、そして適切に微小管へ接着された場合にのみ、後期への移行が行われるよう保証する機構である。未接着のセントロメアが1つでも存在すると、このチェックポイントは活性化状態に維持され、全てのセントロメアが接着された場合にのみ後期が開始される。APC/CCdc20はSACの重要な標的の1つである。SACはMad2、Mad3（BubR1）、Bub3などいくつかのタンパク質から構成されるが、これら3つのタンパク質はCDC20とともにMCC（mitotic checkpoint complex）と呼ばれる複合体を形成し、後期の尚早な開始を防ぐよう、APC/CCdc20を阻害している。さらに、Bub1はCDC20をリン酸化して直接的に阻害し、また酵母のMad2とMad3はCDC20に結合した際にCDC20の自己ユビキチン化を開始させる。

## がん
CDC20は多くの種類のがん組織で発現上昇している。乳がんではaggressivenessとの相関がみられ、高レベルの発現は予後不良と関係している。CDC20の過剰発現は肺がん、胃がん、膵臓がんでも報告されている。胃がんと膵臓がんに関しては、発現レベルの高さは腫瘍のサイズ、組織学的グレード、リンパ節への転移と相関している。大腸がんや非小細胞肺がんではがんのステージと関係しており、そのためこれらのがんの患者の予後を予測するためのバイオマーカーとしての利用が提唱されている。

## 関連文献
- “Oligo-capping: a simple method to replace the cap structure of eukaryotic mRNAs with oligoribonucleotides”. Gene 138 (1–2):  171–4. (1994). doi:10.1016/0378-1119(94)90802-8. PMID 8125298.
- “Construction and characterization of a full length-enriched and a 5'-end-enriched cDNA library”. Gene 200 (1–2):  149–56. (1997). doi:10.1016/S0378-1119(97)00411-3. PMID 9373149.
- “Mammalian p55CDC Mediates Association of the Spindle Checkpoint Protein Mad2 with the Cyclosome/Anaphase-promoting Complex, and is Involved in Regulating Anaphase Onset and Late Mitotic Events”. J. Cell Biol. 141 (6):  1393–406. (1998). doi:10.1083/jcb.141.6.1393. PMC 2132789. PMID 9628895.
- “The checkpoint protein MAD2 and the mitotic regulator CDC20 form a ternary complex with the anaphase-promoting complex to control anaphase initiation”. Genes Dev. 12 (12):  1871–83. (1998). doi:10.1101/gad.12.12.1871. PMC 316912. PMID 9637688.
- “Genomic organization, 5' flanking enhancer region, and chromosomal assignment of the cell cycle gene, p55Cdc”. Mol. Genet. Metab. 64 (1):  52–7. (1998). doi:10.1006/mgme.1998.2698. PMID 9682218.
- “Direct binding of CDC20 protein family members activates the anaphase-promoting complex in mitosis and G1”. Mol. Cell 2 (2):  163–71. (1998). doi:10.1016/S1097-2765(00)80126-4. PMID 9734353.
- “Mad2 transiently associates with an APC/p55Cdc complex during mitosis”. Proc. Natl. Acad. Sci. U.S.A. 95 (19):  11193–8. (1998). Bibcode: 1998PNAS...9511193W. doi:10.1073/pnas.95.19.11193. PMC 21618. PMID 9736712.
- “Activation of the human anaphase-promoting complex by proteins of the CDC20/Fizzy family”. Curr. Biol. 8 (22):  1207–10. (1999). doi:10.1016/S0960-9822(07)00510-6. PMID 9811605.
- “Characterization of MAD2B and other mitotic spindle checkpoint genes”. Genomics 58 (2):  181–7. (1999). doi:10.1006/geno.1999.5831. PMID 10366450.
- “Cdc20 associates with the kinase aurora2/Aik”. Proc. Natl. Acad. Sci. U.S.A. 96 (13):  7306–11. (1999). Bibcode: 1999PNAS...96.7306F. doi:10.1073/pnas.96.13.7306. PMC 22081. PMID 10377410.
- “Human p55(CDC)/Cdc20 associates with cyclin A and is phosphorylated by the cyclin A-Cdk2 complex”. Biochem. Biophys. Res. Commun. 268 (2):  530–4. (2000). doi:10.1006/bbrc.2000.2167. PMID 10679238.
- “Structure of the Mad2 spindle assembly checkpoint protein and its interaction with Cdc20”. Nat. Struct. Biol. 7 (3):  224–9. (2000). doi:10.1038/73338. PMID 10700282.
- “p55CDC/hCDC20 is associated with BUBR1 and may be a downstream target of the spindle checkpoint kinase”. Oncogene 19 (40):  4557–62. (2000). doi:10.1038/sj.onc.1203803. PMID 11030144.
- “Mammalian mad2 and bub1/bubR1 recognize distinct spindle-attachment and kinetochore-tension checkpoints”. Proc. Natl. Acad. Sci. U.S.A. 98 (8):  4492–7. (2001). Bibcode: 2001PNAS...98.4492S. doi:10.1073/pnas.081076898. PMC 31862. PMID 11274370.
- “Emi1 is a mitotic regulator that interacts with Cdc20 and inhibits the anaphase promoting complex”. Cell 105 (5):  645–55. (2001). doi:10.1016/S0092-8674(01)00361-0. PMID 11389834.
- “Identification of an Overlapping Binding Domain on Cdc20 for Mad2 and Anaphase-Promoting Complex: Model for Spindle Checkpoint Regulation”. Mol. Cell. Biol. 21 (15):  5190–9. (2001). doi:10.1128/MCB.21.15.5190-5199.2001. PMC 87243. PMID 11438673.
- “MAD2B is an inhibitor of the anaphase-promoting complex”. Genes Dev. 15 (14):  1765–70. (2001). doi:10.1101/gad.898701. PMC 312737. PMID 11459826.